# Clasificación Nacional de Actividades Económicas
La Clasificación Nacional de Actividades Económicas o CNAE de España permite la clasificación y agrupación de las unidades productoras según la actividad que ejercen de cara a la elaboración de estadísticas.
La última actualización de la CNAE entró en vigor el 1 de enero de 2009, según lo dispuesto en el Real Decreto 475/2007, de 13 de abril de 2007, por el que se aprobó la Clasificación Nacional de Actividades Económicas 2009 (CNAE-2009) y que se comenzó a aplicar, con carácter general, a partir del 1 de enero de 2009.
La estructura de la CNAE-2009 está basada en cuatro niveles de clasificación: sección, división, grupo y clase, con rúbricas identificativas mediante un código alfanumérico de uno, dos, tres y cuatro cifras, respectivamente.
En España, el uso de la CNAE es obligatorio en determinados actos, de acuerdo con lo establecido en el artículo 20 de la Ley 14/2013, de 27 de septiembre.

## Normativa europea CNAE
La  Clasificación Nacional de Actividades Económicas (CNAE)-2009, resultante del proceso internacional de revisión denominado Operación 2007, ha sido elaborada según las condiciones recogidas en el Reglamento CE 1893/2006 de aprobación de la Nomenclatura estadística de actividades económicas de la Comunidad Europea (NACE) Rev.2.

## Estructura completa CNAE[3]2009
| Actividad | División | Grupo | Clase | Descripción |
| --------- | -------- | ----- | ----- | --- |
| A         |          |       |       | Agricultura, ganadería, silvicultura y pesca |
|           | 01       |       |       | Agricultura, ganadería, caza y servicios relacionados con las mismas                                                                                          |
|           |          | 011   |       | Producción agrícola |
|           |          |       | 0111  | Cultivo de cereales (excepto arroz), leguminosas y semillas oleaginosas                                                                                       |
|           |          |       | 0112  | Cultivo de arroz |
|           |          |       | 0113  | Cultivo de hortalizas, raíces y tubérculos |
|           |          |       | 0114  | Cultivo de caña de azúcar |
|           |          |       | 0115  | Cultivo de tabaco |
|           |          |       | 0116  | Cultivo de plantas para fibras textiles |
|           |          |       | 0119  | Otros cultivos no perennes |
|           |          | 012   |       | Cultivos perennes |
|           |          |       | 0121  | Cultivo de la vid |
|           |          |       | 0122  | Cultivo de frutos tropicales y subtropicales |
|           |          |       | 0123  | Cultivo de cítricos |
|           |          |       | 0124  | Cultivo de frutos con hueso y pepitas |
|           |          |       | 0125  | Cultivo de otros árboles y arbustos frutales y frutos secos                                                                                                   |
|           |          |       | 0126  | Cultivo de frutos oleaginosos |
|           |          |       | 0127  | Cultivo de plantas para bebidas |
|           |          |       | 0128  | Cultivo de especias, plantas aromáticas, medicinales y farmacéuticas                                                                                          |
|           |          |       | 0129  | Otros cultivos perennes |
|           |          | 013   |       | Propagación de plantas |
|           |          |       | 0130  | Propagación de plantas |
|           |          | 014   |       | Producción ganadera |
|           |          |       | 0141  | Explotación de ganado bovino para la producción de leche |
|           |          |       | 0142  | Explotación de otro ganado bovino y búfalos |
|           |          |       | 0143  | Explotación de caballos y otros equinos |
|           |          |       | 0144  | Explotación de camellos y otros camélidos |
|           |          |       | 0145  | Explotación de ganado ovino y caprino |
|           |          |       | 0146  | Explotación de ganado porcino |
|           |          |       | 0147  | Avicultura |
|           |          |       | 0149  | Otras explotaciones de ganado |
|           |          | 015   |       | Producción agrícola combinada con la producción ganadera |
|           |          |       | 0150  | Producción agrícola combinada con la producción ganadera |
|           |          | 016   |       | Actividades de apoyo a la agricultura, a la ganadería y de preparación posterior a la cosecha                                                                 |
|           |          |       | 0161  | Actividades de apoyo a la agricultura |
|           |          |       | 0162  | Actividades de apoyo a la ganadería |
|           |          |       | 0163  | Actividades de preparación posterior a la cosecha |
|           |          |       | 0164  | Tratamiento de semillas para reproducción |
|           |          | 017   |       | Caza, captura de animales y servicios relacionados con las mismas                                                                                             |
|           |          |       | 0170  | Caza, captura de animales y servicios relacionados con las mismas                                                                                             |
|           | 02       |       |       | Silvicultura y explotación forestal |
|           |          | 021   |       | Silvicultura y otras actividades forestales |
|           |          |       | 0210  | Silvicultura y otras actividades forestales |
|           |          | 022   |       | Explotación de la madera |
|           |          |       | 0220  | Explotación de la madera |
|           |          | 023   |       | Recolección de productos silvestres, excepto madera |
|           |          |       | 0230  | Recolección de productos silvestres, excepto madera |
|           |          | 024   |       | Servicios de apoyo a la silvicultura |
|           |          |       | 0240  | Servicios de apoyo a la silvicultura |
|           | 03       |       |       | Pesca y acuicultura |
|           |          | 031   |       | Pesca |
|           |          |       | 0311  | Pesca marina |
|           |          |       | 0312  | Pesca en agua dulce |
|           |          | 032   |       | Acuicultura |
|           |          |       | 0321  | Acuicultura marina |
|           |          |       | 0322  | Acuicultura en agua dulce |
| B         |          |       |       | Industrias extractivas |
|           | 05       |       |       | Extracción de antracita, hulla y lignito |
|           |          | 051   |       | Extracción de antracita y hulla |
|           |          |       | 0510  | Extracción de antracita y hulla |
|           |          | 052   |       | Extracción de lignito |
|           |          |       | 0520  | Extracción de lignito |
|           | 06       |       |       | Extracción de crudo de petróleo y gas natural |
|           |          | 061   |       | Extracción de crudo de petróleo |
|           |          |       | 0610  | Extracción de crudo de petróleo |
|           |          | 062   |       | Extracción de gas natural |
|           |          |       | 0620  | Extracción de gas natural |
|           | 07       |       |       | Extracción de minerales metálicos |
|           |          | 071   |       | Extracción de minerales de hierro |
|           |          |       | 0710  | Extracción de minerales de hierro |
|           |          | 072   |       | Extracción de minerales metálicos no férreos |
|           |          |       | 0721  | Extracción de minerales de uranio y torio |
|           |          |       | 0729  | Extracción de otros minerales metálicos no férreos |
|           | 08       |       |       | Otras industrias extractivas |
|           |          | 081   |       | Extracción de piedra, arena y arcilla |
|           |          |       | 0811  | Extracción de piedra ornamental y para la construcción, piedra caliza, yeso, creta y pizarra                                                                  |
|           |          |       | 0812  | Extracción de gravas y arenas; extracción de arcilla y caolín                                                                                                 |
|           |          | 089   |       | Industrias extractivas |
|           |          |       | 0891  | Extracción de minerales para productos químicos y fertilizantes                                                                                               |
|           |          |       | 0892  | Extracción de turba |
|           |          |       | 0893  | Extracción de sal |
|           |          |       | 0899  | Otras industrias extractivas |
|           | 09       |       |       | Actividades de apoyo a las industrias extractivas |
|           |          | 091   |       | Actividades de apoyo a la extracción de petróleo y gas natural                                                                                                |
|           |          |       | 0910  | Actividades de apoyo a la extracción de petróleo y gas natural                                                                                                |
|           |          | 099   |       | Actividades de apoyo a otras industrias extractivas |
|           |          |       | 0990  | Actividades de apoyo a otras industrias extractivas |
| C         |          |       |       | Industria manufacturera |
|           | 10       |       |       | Industria de la alimentación |
|           |          | 101   |       | Procesado y conservación de carne y elaboración de productos cárnicos                                                                                         |
|           |          |       | 1011  | Procesado y conservación de carne |
|           |          |       | 1012  | Procesado y conservación de volatería |
|           |          |       | 1013  | Elaboración de productos cárnicos y de volatería |
|           |          | 102   |       | Procesado y conservación de pescados, crustáceos y moluscos                                                                                                   |
|           |          |       | 1021  | Procesado de pescados, crustáceos y moluscos |
|           |          |       | 1022  | Fabricación de conservas de pescado |
|           |          | 103   |       | Procesado y conservación de frutas y hortalizas |
|           |          |       | 1031  | Procesado y conservación de patatas |
|           |          |       | 1032  | Elaboración de zumos de frutas y hortalizas |
|           |          |       | 1039  | Otro procesado y conservación de frutas y hortalizas |
|           |          | 104   |       | Fabricación de aceites y grasas vegetales y animales |
|           |          |       | 1042  | Fabricación de margarina y grasas comestibles similares |
|           |          |       | 1043  | Fabricación de aceite de oliva |
|           |          |       | 1044  | Fabricación de otros aceites y grasas |
|           |          | 105   |       | Fabricación de productos lácteos |
|           |          |       | 1052  | Elaboración de helados |
|           |          |       | 1053  | Fabricación de quesos |
|           |          |       | 1054  | Preparación de leche y otros productos lácteos |
|           |          | 106   |       | Fabricación de productos de molinería, almidones y productos amiláceos                                                                                        |
|           |          |       | 1061  | Fabricación de productos de molinería |
|           |          |       | 1062  | Fabricación de almidones y productos amiláceos |
|           |          | 107   |       | Fabricación de productos de panadería y pastas alimenticias                                                                                                   |
|           |          |       | 1071  | Fabricación de pan y de productos frescos de panadería y pastelería                                                                                           |
|           |          |       | 1072  | Fabricación de galletas y productos de panadería y pastelería de larga duración                                                                               |
|           |          |       | 1073  | Fabricación de pastas alimenticias, cuscús y productos similares                                                                                              |
|           |          | 108   |       | Fabricación de otros productos alimenticios |
|           |          |       | 1081  | Fabricación de azúcar |
|           |          |       | 1082  | Fabricación de cacao, chocolate y productos de confitería |
|           |          |       | 1083  | Elaboración de café, té e infusiones |
|           |          |       | 1084  | Elaboración de especias, salsas y condimentos |
|           |          |       | 1085  | Elaboración de platos y comidas preparados |
|           |          |       | 1086  | Elaboración de preparados alimenticios homogeneizados y alimentos dietéticos                                                                                  |
|           |          |       | 1089  | Elaboración de otros productos alimenticios |
|           |          | 109   |       | Fabricación de productos para la alimentación animal |
|           |          |       | 1091  | Fabricación de productos para la alimentación de animales de granja                                                                                           |
|           |          |       | 1092  | Fabricación de productos para la alimentación de animales de compañía                                                                                         |
|           | 11       |       |       | Fabricación de bebidas |
|           |          | 110   |       | Fabricación de bebidas |
|           |          |       | 1101  | Destilación, rectificación y mezcla de bebidas alcohólicas |
|           |          |       | 1102  | Elaboración de vinos |
|           |          |       | 1103  | Elaboración de sidra y otras bebidas fermentadas a partir de frutas                                                                                           |
|           |          |       | 1104  | Elaboración de otras bebidas no destiladas, procedentes de la fermentación                                                                                    |
|           |          |       | 1105  | Fabricación de cerveza |
|           |          |       | 1106  | Fabricación de malta |
|           |          |       | 1107  | Fabricación de bebidas no alcohólicas; producción de aguas minerales y otras aguas embotelladas                                                               |
|           | 12       |       |       | Industria del tabaco |
|           |          | 120   |       | Industria del tabaco |
|           |          |       | 1200  | Industria del tabaco |
|           | 13       |       |       | Industria textil |
|           |          | 131   |       | Preparación e hilado de fibras textiles |
|           |          |       | 1310  | Preparación e hilado de fibras textiles |
|           |          | 132   |       | Fabricación de tejidos textiles |
|           |          |       | 1320  | Fabricación de tejidos textiles |
|           |          | 133   |       | Acabado de textiles |
|           |          |       | 1330  | Acabado de textiles |
|           |          | 139   |       | Fabricación de otros productos textiles |
|           |          |       | 1391  | Fabricación de tejidos de punto |
|           |          |       | 1392  | Fabricación de artículos confeccionados con textiles, excepto prendas de vestir                                                                               |
|           |          |       | 1393  | Fabricación de alfombras y moquetas |
|           |          |       | 1394  | Fabricación de cuerdas, cordeles, bramantes y redes |
|           |          |       | 1395  | Fabricación de telas no tejidas y artículos confeccionados con ellas, excepto prendas de vestir                                                               |
|           |          |       | 1396  | Fabricación de otros productos textiles de uso técnico e industrial                                                                                           |
|           |          |       | 1399  | Fabricación de otros productos textiles |
|           | 14       |       |       | Confección de prendas de vestir |
|           |          | 141   |       | Confección de prendas de vestir, excepto de peletería |
|           |          |       | 1411  | Confección de prendas de vestir de cuero |
|           |          |       | 1412  | Confección de ropa de trabajo |
|           |          |       | 1413  | Confección de otras prendas de vestir exteriores |
|           |          |       | 1414  | Confección de ropa interior |
|           |          |       | 1419  | Confección de otras prendas de vestir y accesorios |
|           |          | 142   |       | Fabricación de artículos de peletería |
|           |          |       | 1420  | Fabricación de artículos de peletería |
|           |          | 143   |       | Confección de prendas de vestir de punto |
|           |          |       | 1431  | Confección de calcetería |
|           |          |       | 1439  | Confección de otras prendas de vestir de punto |
|           | 15       |       |       | Industria del cuero y del calzado |
|           |          | 151   |       | Preparación, curtido y acabado del cuero; fabricación de artículos de marroquinería, viaje y de guarnicionería y talabartería; preparación y teñido de pieles |
|           |          |       | 1511  | Preparación, curtido y acabado del cuero; preparación y teñido de pieles                                                                                      |
|           |          |       | 1512  | Fabricación de artículos de marroquinería, viaje y de guarnicionería y talabartería                                                                           |
|           |          | 152   |       | Fabricación de calzado |
|           |          |       | 1520  | Fabricación de calzado |
|           | 16       |       |       | Industria de la madera y del corcho, excepto muebles; cestería y espartería                                                                                   |
|           |          | 161   |       | Aserrado y cepillado de la madera |
|           |          |       | 1610  | Aserrado y cepillado de la madera |
|           |          | 162   |       | Fabricación de productos de madera, corcho, cestería y espartería                                                                                             |
|           |          |       | 1621  | Fabricación de chapas y tableros de madera |
|           |          |       | 1622  | Fabricación de suelos de madera ensamblados |
|           |          |       | 1623  | Fabricación de otras estructuras de madera y piezas de carpintería y ebanistería para la construcción                                                         |
|           |          |       | 1624  | Fabricación de envases y embalajes de madera |
|           |          |       | 1629  | Fabricación de otros productos de madera; artículos de corcho, cestería y espartería                                                                          |
|           | 17       |       |       | Industria del papel |
|           |          | 171   |       | Fabricación de pasta papelera, papel y cartón |
|           |          |       | 1711  | Fabricación de pasta papelera |
|           |          |       | 1712  | Fabricación de papel y cartón |
|           |          | 172   |       | Fabricación de artículos de papel y de cartón |
|           |          |       | 1721  | Fabricación de papel y cartón ondulados; fabricación de envases y embalajes de papel y cartón                                                                 |
|           |          |       | 1722  | Fabricación de artículos de papel y cartón para uso doméstico, sanitario e higiénico                                                                          |
|           |          |       | 1723  | Fabricación de artículos de papelería |
|           |          |       | 1724  | Fabricación de papeles pintados |
|           |          |       | 1729  | Fabricación de otros artículos de papel y cartón |
|           | 18       |       |       | Artes gráficas y reproducción de soportes grabados |
|           |          | 181   |       | Artes gráficas y servicios relacionados con las mismas |
|           |          |       | 1811  | Artes gráficas y servicios relacionados con las mismas |
|           |          |       | 1812  | Otras actividades de impresión y artes gráficas |
|           |          |       | 1813  | Servicios de preimpresión y preparación de soportes |
|           |          |       | 1814  | Encuadernación y servicios relacionados con la misma |
|           |          | 182   |       | Reproducción de soportes grabados |
|           |          |       | 1820  | Reproducción de soportes grabados |
|           | 19       |       |       | Coquerías y refino de petróleo |
|           |          | 191   |       | Coquerías |
|           |          |       | 1910  | Coquerías |
|           |          | 192   |       | Refino de petróleo |
|           |          |       | 1920  | Refino de petróleo |
|           | 20       |       |       | Industria química |
|           |          | 201   |       | Fabricación de productos químicos básicos, compuestos nitrogenados, fertilizantes, plásticos y caucho sintético en formas primarias                           |
|           |          |       | 2011  | Fabricación de gases industriales |
|           |          |       | 2012  | Fabricación de colorantes y pigmentos |
|           |          |       | 2013  | Fabricación de otros productos básicos de química inorgánica                                                                                                  |
|           |          |       | 2014  | Fabricación de otros productos básicos de química orgánica |
|           |          |       | 2015  | Fabricación de fertilizantes y compuestos nitrogenados |
|           |          |       | 2016  | Fabricación de plásticos en formas primarias |
|           |          |       | 2017  | Fabricación de caucho sintético en formas primarias |
|           |          | 202   |       | Fabricación de pesticidas y otros productos agroquímicos |
|           |          |       | 2020  | Fabricación de pesticidas y otros productos agroquímicos |
|           |          | 203   |       | Fabricación de pinturas, barnices y revestimientos similares; tintas de imprenta y masillas                                                                   |
|           |          |       | 2030  | Fabricación de pinturas, barnices y revestimientos similares; tintas de imprenta y masillas                                                                   |
|           |          | 204   |       | Fabricación de jabones, detergentes y otros artículos de limpieza y abrillantamiento; fabricación de perfumes y cosméticos                                    |
|           |          |       | 2041  | Fabricación de jabones, detergentes y otros artículos de limpieza y abrillantamiento                                                                          |
|           |          |       | 2042  | Fabricación de perfumes y cosméticos |
|           |          | 205   |       | Fabricación de otros productos químicos |
|           |          |       | 2051  | Fabricación de explosivos |
|           |          |       | 2052  | Fabricación de colas |
|           |          |       | 2053  | Fabricación de aceites esenciales |
|           |          |       | 2059  | Fabricación de otros productos químicos |
|           |          | 206   |       | Fabricación de fibras artificiales y sintéticas |
|           |          |       | 2060  | Fabricación de fibras artificiales y sintéticas |
|           | 21       |       |       | Fabricación de productos farmacéuticos |
|           |          | 211   |       | Fabricación de productos farmacéuticos de base |
|           |          |       | 2110  | Fabricación de productos farmacéuticos de base |
|           |          | 212   |       | Fabricación de especialidades farmacéuticas |
|           |          |       | 2120  | Fabricación de especialidades farmacéuticas |
|           | 22       |       |       | Fabricación de productos de caucho y plásticos |
|           |          | 221   |       | Fabricación de productos de caucho |
|           |          |       | 2211  | Fabricación de neumáticos y cámaras de caucho; reconstrucción y recauchutado de neumáticos                                                                    |
|           |          |       | 2219  | Fabricación de otros productos de caucho |
|           |          | 222   |       | Fabricación de productos de plástico |
|           |          |       | 2221  | Fabricación de placas, hojas, tubos y perfiles de plástico |
|           |          |       | 2222  | Fabricación de envases y embalajes de plástico |
|           |          |       | 2223  | Fabricación de productos de plástico para la construcción |
|           |          |       | 2229  | Fabricación de otros productos de plástico |
|           | 23       |       |       | Fabricación de otros productos minerales no metálicos |
|           |          | 231   |       | Fabricación de vidrio y productos de vidrio |
|           |          |       | 2311  | Fabricación de vidrio plano |
|           |          |       | 2312  | Manipulado y transformación de vidrio plano |
|           |          |       | 2313  | Fabricación de vidrio hueco |
|           |          |       | 2314  | Fabricación de fibra de vidrio |
|           |          |       | 2319  | Fabricación y manipulado de otro vidrio, incluido el vidrio técnico                                                                                           |
|           |          | 232   |       | Fabricación de productos cerámicos refractarios |
|           |          |       | 2320  | Fabricación de productos cerámicos refractarios |
|           |          | 233   |       | Fabricación de productos cerámicos para la construcción |
|           |          |       | 2331  | Fabricación de azulejos y baldosas de cerámica |
|           |          |       | 2332  | Fabricación de ladrillos, tejas y productos de tierras cocidas para la construcción                                                                           |
|           |          | 234   |       | Fabricación de otros productos cerámicos |
|           |          |       | 2341  | Fabricación de artículos cerámicos de uso doméstico y ornamental                                                                                              |
|           |          |       | 2342  | Fabricación de aparatos sanitarios cerámicos |
|           |          |       | 2343  | Fabricación de aisladores y piezas aislantes de material cerámico                                                                                             |
|           |          |       | 2344  | Fabricación de otros productos cerámicos de uso técnico |
|           |          |       | 2349  | Fabricación de otros productos cerámicos |
|           |          | 235   |       | Fabricación de cemento, cal y yeso |
|           |          |       | 2351  | Fabricación de cemento |
|           |          |       | 2352  | Fabricación de cal y yeso |
|           |          | 236   |       | Fabricación de elementos de hormigón, cemento y yeso |
|           |          |       | 2361  | Fabricación de elementos de hormigón para la construcción |
|           |          |       | 2362  | Fabricación de elementos de yeso para la construcción |
|           |          |       | 2363  | Fabricación de hormigón fresco |
|           |          |       | 2364  | Fabricación de mortero |
|           |          |       | 2365  | Fabricación de fibrocemento |
|           |          |       | 2369  | Fabricación de otros productos de hormigón, yeso y cemento |
|           |          | 237   |       | Corte, tallado y acabado de la piedra |
|           |          |       | 2370  | Corte, tallado y acabado de la piedra |
|           |          | 239   |       | Fabricación de productos abrasivos y productos minerales no metálicos                                                                                         |
|           |          |       | 2391  | Fabricación de productos abrasivos |
|           |          |       | 2399  | Fabricación de otros productos minerales no metálicos |
|           | 24       |       |       | Metalurgia; fabricación de productos de hierro, acero y ferroaleaciones                                                                                       |
|           |          | 241   |       | Fabricación de productos básicos de hierro, acero y ferroaleaciones                                                                                           |
|           |          |       | 2410  | Fabricación de productos básicos de hierro, acero y ferroaleaciones                                                                                           |
|           |          | 242   |       | Fabricación de tubos, tuberías, perfiles huecos y sus accesorios, de acero                                                                                    |
|           |          |       | 2420  | Fabricación de tubos, tuberías, perfiles huecos y sus accesorios, de acero                                                                                    |
|           |          | 243   |       | Fabricación de otros productos de primera transformación del acero                                                                                            |
|           |          |       | 2431  | Estirado en frío |
|           |          |       | 2432  | Laminación en frío |
|           |          |       | 2433  | Producción de perfiles en frío por conformación con plegado                                                                                                   |
|           |          |       | 2434  | Trefilado en frío |
|           |          | 244   |       | Producción de metales preciosos y de otros metales no férreos                                                                                                 |
|           |          |       | 2441  | Producción de metales preciosos |
|           |          |       | 2442  | Producción de aluminio |
|           |          |       | 2443  | Producción de plomo, zinc y estaño |
|           |          |       | 2444  | Producción de cobre |
|           |          |       | 2445  | Producción de otros metales no férreos |
|           |          |       | 2446  | Procesamiento de combustibles nucleares |
|           |          | 245   |       | Fundición de metales |
|           |          |       | 2451  | Fundición de hierro |
|           |          |       | 2452  | Fundición de acero |
|           |          |       | 2453  | Fundición de metales ligeros |
|           |          |       | 2454  | Fundición de otros metales no férreos |
|           | 25       |       |       | Fabricación de productos metálicos, excepto maquinaria y equipo                                                                                               |
|           |          | 251   |       | Fabricación de elementos metálicos para la construcción |
|           |          |       | 2511  | Fabricación de estructuras metálicas y sus componentes |
|           |          |       | 2512  | Fabricación de carpintería metálica |
|           |          | 252   |       | Fabricación de cisternas, grandes depósitos y contenedores de metal                                                                                           |
|           |          |       | 2521  | Fabricación de radiadores y calderas para calefacción central                                                                                                 |
|           |          |       | 2529  | Fabricación de otras cisternas, grandes depósitos y contenedores de metal                                                                                     |
|           |          | 253   |       | Fabricación de generadores de vapor, excepto calderas de calefacción central                                                                                  |
|           |          |       | 2530  | Fabricación de generadores de vapor, excepto calderas de calefacción central                                                                                  |
|           |          | 254   |       | Fabricación de armas y municiones |
|           |          |       | 2540  | Fabricación de armas y municiones |
|           |          | 255   |       | Forja, estampación y embutición de metales; metalurgia de polvos                                                                                              |
|           |          |       | 2550  | Forja, estampación y embutición de metales; metalurgia de polvos                                                                                              |
|           |          | 256   |       | Tratamiento y revestimiento de metales; ingeniería mecánica por cuenta de terceros                                                                            |
|           |          |       | 2561  | Tratamiento y revestimiento de metales |
|           |          |       | 2562  | Ingeniería mecánica por cuenta de terceros |
|           |          | 257   |       | Fabricación de artículos de cuchillería y cubertería, herramientas y ferretería                                                                               |
|           |          |       | 2571  | Fabricación de artículos de cuchillería y cubertería |
|           |          |       | 2572  | Fabricación de cerraduras y herrajes |
|           |          |       | 2573  | Fabricación de herramientas |
|           |          | 259   |       | Fabricación de otros productos metálicos |
|           |          |       | 2591  | Fabricación de bidones y toneles de hierro o acero |
|           |          |       | 2592  | Fabricación de envases y embalajes metálicos ligeros |
|           |          |       | 2593  | Fabricación de productos de alambre, cadenas y muelles |
|           |          |       | 2594  | Fabricación de pernos y productos de tornillería |
|           |          |       | 2599  | Fabricación de otros productos metálicos |
|           | 26       |       |       | Fabricación de productos informáticos, electrónicos y ópticos                                                                                                 |
|           |          | 261   |       | Fabricación de componentes electrónicos y circuitos impresos ensamblados                                                                                      |
|           |          |       | 2611  | Fabricación de componentes electrónicos |
|           |          |       | 2612  | Fabricación de circuitos impresos ensamblados |
|           |          | 262   |       | Fabricación de ordenadores y equipos periféricos |
|           |          |       | 2620  | Fabricación de ordenadores y equipos periféricos |
|           |          | 263   |       | Fabricación de equipos de telecomunicaciones |
|           |          |       | 2630  | Fabricación de equipos de telecomunicaciones |
|           |          | 264   |       | Fabricación de productos electrónicos de consumo |
|           |          |       | 2640  | Fabricación de productos electrónicos de consumo |
|           |          | 265   |       | Fabricación de instrumentos y aparatos de medida, verificación y navegación; fabricación de relojes                                                           |
|           |          |       | 2651  | Fabricación de instrumentos y aparatos de medida, verificación y navegación                                                                                   |
|           |          |       | 2652  | Fabricación de relojes |
|           |          | 266   |       | Fabricación de equipos de radiación, electromédicos y electroterapéuticos                                                                                     |
|           |          |       | 2660  | Fabricación de equipos de radiación, electromédicos y electroterapéuticos                                                                                     |
|           |          | 267   |       | Fabricación de instrumentos de óptica y equipo fotográfico |
|           |          |       | 2670  | Fabricación de instrumentos de óptica y equipo fotográfico |
|           |          | 268   |       | Fabricación de soportes magnéticos y ópticos |
|           |          |       | 2680  | Fabricación de soportes magnéticos y ópticos |
|           | 27       |       |       | Fabricación de material y equipo eléctrico |
|           |          | 271   |       | Fabricación de motores, generadores y transformadores eléctricos, y de aparatos de distribución y control eléctrico                                           |
|           |          |       | 2711  | Fabricación de motores, generadores y transformadores eléctricos                                                                                              |
|           |          |       | 2712  | Fabricación de aparatos de distribución y control eléctrico                                                                                                   |
|           |          | 272   |       | Fabricación de pilas y acumuladores eléctricos |
|           |          |       | 2720  | Fabricación de pilas y acumuladores eléctricos |
|           |          | 273   |       | Fabricación de cables y dispositivos de cableado |
|           |          |       | 2731  | Fabricación de cables de fibra óptica |
|           |          |       | 2732  | Fabricación de otros hilos y cables electrónicos y eléctricos                                                                                                 |
|           |          |       | 2733  | Fabricación de dispositivos de cableado |
|           |          | 274   |       | Fabricación de lámparas y aparatos eléctricos de iluminación                                                                                                  |
|           |          |       | 2740  | Fabricación de lámparas y aparatos eléctricos de iluminación                                                                                                  |
|           |          | 275   |       | Fabricación de aparatos domésticos |
|           |          |       | 2751  | Fabricación de electrodomésticos |
|           |          |       | 2752  | Fabricación de aparatos domésticos no eléctricos |
|           |          | 279   |       | Fabricación de otro material y equipo eléctrico |
|           |          |       | 2790  | Fabricación de otro material y equipo eléctrico |
|           | 28       |       |       | Fabricación de maquinaria y equipo |
|           |          | 281   |       | Fabricación de maquinaria de uso general |
|           |          |       | 2811  | Fabricación de motores y turbinas, excepto los destinados a aeronaves, vehículos automóviles y ciclomotores                                                   |
|           |          |       | 2812  | Fabricación de equipos de transmisión hidráulica y neumática                                                                                                  |
|           |          |       | 2813  | Fabricación de otras bombas y compresores |
|           |          |       | 2814  | Fabricación de otra grifería y válvulas |
|           |          |       | 2815  | Fabricación de cojinetes, engranajes y órganos mecánicos de transmisión                                                                                       |
|           |          | 282   |       | Fabricación de otra maquinaria de uso general |
|           |          |       | 2821  | Fabricación de hornos y quemadores |
|           |          |       | 2822  | Fabricación de maquinaria de elevación y manipulación |
|           |          |       | 2823  | Fabricación de máquinas y equipos de oficina, excepto equipos informáticos                                                                                    |
|           |          |       | 2824  | Fabricación de herramientas eléctricas manuales |
|           |          |       | 2825  | Fabricación de maquinaria de ventilación y refrigeración no doméstica                                                                                         |
|           |          |       | 2829  | Fabricación de otra maquinaria de uso general |
|           |          | 283   |       | Fabricación de maquinaria agraria y forestal |
|           |          |       | 2830  | Fabricación de maquinaria agraria y forestal |
|           |          | 284   |       | Fabricación de máquinas herramienta para trabajar el metal y otras máquinas herramienta                                                                       |
|           |          |       | 2841  | Fabricación de máquinas herramienta para trabajar el metal |
|           |          |       | 2849  | Fabricación de otras máquinas herramienta |
|           |          | 289   |       | Fabricación de otra maquinaria para usos específicos |
|           |          |       | 2891  | Fabricación de maquinaria para la industria metalúrgica |
|           |          |       | 2892  | Fabricación de maquinaria para las industrias extractivas y de la construcción                                                                                |
|           |          |       | 2893  | Fabricación de maquinaria para la industria de la alimentación, bebidas y tabaco                                                                              |
|           |          |       | 2894  | Fabricación de maquinaria para las industrias textil, de la confección y del cuero                                                                            |
|           |          |       | 2895  | Fabricación de maquinaria para la industria del papel y del cartón                                                                                            |
|           |          |       | 2896  | Fabricación de maquinaria para la industria del plástico y el caucho                                                                                          |
|           |          |       | 2899  | Fabricación de otra maquinaria para usos específicos |
|           | 29       |       |       | Fabricación de vehículos de motor, remolques y semirremolques                                                                                                 |
|           |          | 291   |       | Fabricación de vehículos de motor |
|           |          |       | 2910  | Fabricación de vehículos de motor |
|           |          | 292   |       | Fabricación de carrocerías para vehículos de motor; fabricación de remolques y semirremolques                                                                 |
|           |          |       | 2920  | Fabricación de carrocerías para vehículos de motor; fabricación de remolques y semirremolques                                                                 |
|           |          | 293   |       | Fabricación de componentes, piezas y accesorios para vehículos de motor                                                                                       |
|           |          |       | 2931  | Fabricación de equipos eléctricos y electrónicos para vehículos de motor                                                                                      |
|           |          |       | 2932  | Fabricación de otros componentes, piezas y accesorios para vehículos de motor                                                                                 |
|           | 30       |       |       | Fabricación de otro material de transporte |
|           |          | 301   |       | Construcción naval |
|           |          |       | 3011  | Construcción de barcos y estructuras flotantes |
|           |          |       | 3012  | Construcción de embarcaciones de recreo y deporte |
|           |          | 302   |       | Fabricación de locomotoras y material ferroviario |
|           |          |       | 3020  | Fabricación de locomotoras y material ferroviario |
|           |          | 303   |       | Construcción aeronáutica y espacial y su maquinaria |
|           |          |       | 3030  | Construcción aeronáutica y espacial y su maquinaria |
|           |          | 304   |       | Fabricación de vehículos militares de combate |
|           |          |       | 3040  | Fabricación de vehículos militares de combate |
|           |          | 309   |       | Fabricación de otro material de transporte |
|           |          |       | 3091  | Fabricación de motocicletas |
|           |          |       | 3092  | Fabricación de bicicletas y de vehículos para personas con discapacidad                                                                                       |
|           |          |       | 3099  | Fabricación de otro material de transporte |
|           | 31       |       |       | Fabricación de muebles |
|           |          | 310   |       | Fabricación de muebles |
|           |          |       | 3101  | Fabricación de muebles de oficina y de establecimientos comerciales                                                                                           |
|           |          |       | 3102  | Fabricación de muebles de cocina |
|           |          |       | 3103  | Fabricación de colchones |
|           |          |       | 3109  | Fabricación de otros muebles |
|           | 32       |       |       | Otras industrias manufactureras |
|           |          | 321   |       | Fabricación de artículos de joyería, bisutería y similares |
|           |          |       | 3211  | Fabricación de monedas |
|           |          |       | 3212  | Fabricación de artículos de joyería y artículos similares |
|           |          |       | 3213  | Fabricación de artículos de bisutería y artículos similares                                                                                                   |
|           |          | 322   |       | Fabricación de instrumentos musicales |
|           |          |       | 3220  | Fabricación de instrumentos musicales |
|           |          | 323   |       | Fabricación de artículos de deporte |
|           |          |       | 3230  | Fabricación de artículos de deporte |
|           |          | 324   |       | Fabricación de juegos y juguetes |
|           |          |       | 3240  | Fabricación de juegos y juguetes |
|           |          | 325   |       | Fabricación de instrumentos y suministros médicos y odontológicos                                                                                             |
|           |          |       | 3250  | Fabricación de instrumentos y suministros médicos y odontológicos                                                                                             |
|           |          | 329   |       | Industrias manufactureras |
|           |          |       | 3291  | Fabricación de escobas, brochas y cepillos |
|           |          |       | 3299  | Otras industrias manufactureras |
|           | 33       |       |       | Reparación e instalación de maquinaria y equipo |
|           |          | 331   |       | Reparación de productos metálicos, maquinaria y equipo |
|           |          |       | 3311  | Reparación de productos metálicos |
|           |          |       | 3312  | Reparación de maquinaria |
|           |          |       | 3313  | Reparación de equipos electrónicos y ópticos |
|           |          |       | 3314  | Reparación de equipos eléctricos |
|           |          |       | 3315  | Reparación y mantenimiento naval |
|           |          |       | 3316  | Reparación y mantenimiento aeronáutico y espacial |
|           |          |       | 3317  | Reparación y mantenimiento de otro material de transporte |
|           |          |       | 3319  | Reparación de otros equipos |
|           |          | 332   |       | Instalación de máquinas y equipos industriales |
|           |          |       | 3320  | Instalación de máquinas y equipos industriales |
| D         |          |       |       | Suministro de energía eléctrica, gas, vapor y aire acondicionado                                                                                              |
|           | 35       |       |       | Suministro de energía eléctrica, gas, vapor y aire acondicionado                                                                                              |
|           |          | 351   |       | Producción, transporte y distribución de energía eléctrica |
|           |          |       | 3512  | Transporte de energía eléctrica |
|           |          |       | 3513  | Distribución de energía eléctrica |
|           |          |       | 3514  | Comercio de energía eléctrica |
|           |          |       | 3515  | Producción de energía hidroeléctrica |
|           |          |       | 3516  | Producción de energía eléctrica de origen térmico convencional                                                                                                |
|           |          |       | 3517  | Producción de energía eléctrica de origen nuclear |
|           |          |       | 3518  | Producción de energía eléctrica de origen eólico |
|           |          |       | 3519  | Producción de energía eléctrica de otros tipos |
|           |          | 352   |       | Producción de gas; distribución por tubería de combustibles gaseosos                                                                                          |
|           |          |       | 3521  | Producción de gas |
|           |          |       | 3522  | Distribución por tubería de combustibles gaseosos |
|           |          |       | 3523  | Comercio de gas por tubería |
|           |          | 353   |       | Suministro de vapor y aire acondicionado |
|           |          |       | 3530  | Suministro de vapor y aire acondicionado |
| E         |          |       |       | Suministro de agua, actividades de saneamiento, gestión de residuos y descontaminación                                                                        |
|           | 36       |       |       | Captación, depuración y distribución de agua |
|           |          | 360   |       | Captación, depuración y distribución de agua |
|           |          |       | 3600  | Captación, depuración y distribución de agua |
|           | 37       |       |       | Recogida y tratamiento de aguas residuales |
|           |          | 370   |       | Recogida y tratamiento de aguas residuales |
|           |          |       | 3700  | Recogida y tratamiento de aguas residuales |
|           | 38       |       |       | Recogida, tratamiento y eliminación de residuos; valorización                                                                                                 |
|           |          | 381   |       | Recogida de residuos |
|           |          |       | 3811  | Recogida de residuos no peligrosos |
|           |          |       | 3812  | Recogida de residuos peligrosos |
|           |          | 382   |       | Tratamiento y eliminación de residuos |
|           |          |       | 3821  | Tratamiento y eliminación de residuos no peligrosos |
|           |          |       | 3822  | Tratamiento y eliminación de residuos peligrosos |
|           |          | 383   |       | Valorización |
|           |          |       | 3831  | Separación y clasificación de materiales |
|           |          |       | 3832  | Valorización de materiales ya clasificados |
|           | 39       |       |       | Actividades de descontaminación y otros servicios de gestión de residuos                                                                                      |
|           |          | 390   |       | Actividades de descontaminación y otros servicios de gestión de residuos                                                                                      |
|           |          |       | 3900  | Actividades de descontaminación y otros servicios de gestión de residuos                                                                                      |
| F         |          |       |       | Construcción |
|           | 41       |       |       | Construcción de edificios |
|           |          | 411   |       | Promoción inmobiliaria |
|           |          |       | 4110  | Promoción inmobiliaria |
|           |          | 412   |       | Construcción de edificios |
|           |          |       | 4121  | Construcción de edificios residenciales |
|           |          |       | 4122  | Construcción de edificios no residenciales |
|           | 42       |       |       | Ingeniería civil |
|           |          | 421   |       | Construcción de carreteras y vías férreas, puentes y túneles                                                                                                  |
|           |          |       | 4211  | Construcción de carreteras y autopistas |
|           |          |       | 4212  | Construcción de vías férreas de superficie y subterráneas |
|           |          |       | 4213  | Construcción de puentes y túneles |
|           |          | 422   |       | Construcción de redes |
|           |          |       | 4221  | Construcción de redes para fluidos |
|           |          |       | 4222  | Construcción de redes eléctricas y de telecomunicaciones |
|           |          | 429   |       | Construcción de otros proyectos de ingeniería civil |
|           |          |       | 4291  | Obras hidráulicas |
|           |          |       | 4299  | Construcción de otros proyectos de ingeniería civil |
|           | 43       |       |       | Actividades de construcción especializada |
|           |          | 431   |       | Demolición y preparación de terrenos |
|           |          |       | 4311  | Demolición |
|           |          |       | 4312  | Preparación de terrenos |
|           |          |       | 4313  | Perforaciones y sondeos |
|           |          | 432   |       | Instalaciones eléctricas, de fontanería y otras instalaciones en obras de construcción                                                                        |
|           |          |       | 4321  | Instalaciones eléctricas |
|           |          |       | 4322  | Fontanería, instalaciones de sistemas de calefacción y aire acondicionado                                                                                     |
|           |          |       | 4329  | Otras instalaciones en obras de construcción |
|           |          | 433   |       | Acabado de edificios |
|           |          |       | 4331  | Revocamiento |
|           |          |       | 4332  | Instalación de carpintería |
|           |          |       | 4333  | Revestimiento de suelos y paredes |
|           |          |       | 4334  | Pintura y acristalamiento |
|           |          |       | 4339  | Otro acabado de edificios |
|           |          | 439   |       | Otras actividades de construcción especializada |
|           |          |       | 4391  | Construcción de cubiertas |
|           |          |       | 4399  | Otras actividades de construcción especializada |
| G         |          |       |       | Comercio al por mayor y al por menor; reparación de vehículos de motor y motocicletas                                                                         |
|           | 45       |       |       | Venta y reparación de vehículos de motor y motocicletas |
|           |          | 451   |       | Venta de vehículos de motor |
|           |          |       | 4511  | Venta de automóviles y vehículos de motor ligeros |
|           |          |       | 4519  | Venta de otros vehículos de motor |
|           |          | 452   |       | Mantenimiento y reparación de vehículos de motor |
|           |          |       | 4520  | Mantenimiento y reparación de vehículos de motor |
|           |          | 453   |       | Comercio de repuestos y accesorios de vehículos de motor |
|           |          |       | 4531  | Comercio al por mayor de repuestos y accesorios de vehículos de motor                                                                                         |
|           |          |       | 4532  | Comercio al por menor de repuestos y accesorios de vehículos de motor                                                                                         |
|           |          | 454   |       | Venta, mantenimiento y reparación de motocicletas y de sus repuestos y accesorios                                                                             |
|           |          |       | 4540  | Venta, mantenimiento y reparación de motocicletas y de sus repuestos y accesorios                                                                             |
|           | 46       |       |       | Comercio al por mayor e intermediarios del comercio, excepto de vehículos de motor y motocicletas                                                             |
|           |          | 461   |       | Intermediarios del comercio |
|           |          |       | 4611  | Intermediarios del comercio de materias primas agrarias, animales vivos, materias primas textiles y productos semielaborados                                  |
|           |          |       | 4612  | Intermediarios del comercio de combustibles, minerales, metales y productos químicos industriales                                                             |
|           |          |       | 4613  | Intermediarios del comercio de la madera y materiales de construcción                                                                                         |
|           |          |       | 4614  | Intermediarios del comercio de maquinaria, equipo industrial, embarcaciones y aeronaves                                                                       |
|           |          |       | 4615  | Intermediarios del comercio de muebles, artículos para el hogar y ferretería                                                                                  |
|           |          |       | 4616  | Intermediarios del comercio de textiles, prendas de vestir, peletería, calzado y artículos de cuero                                                           |
|           |          |       | 4617  | Intermediarios del comercio de productos alimenticios, bebidas y tabaco                                                                                       |
|           |          |       | 4618  | Intermediarios del comercio especializados en la venta de otros productos específicos                                                                         |
|           |          |       | 4619  | Intermediarios del comercio de productos diversos |
|           |          | 462   |       | Comercio al por mayor de materias primas agrarias y de animales vivos                                                                                         |
|           |          |       | 4621  | Comercio al por mayor de cereales, tabaco en rama, simientes y alimentos para animales                                                                        |
|           |          |       | 4622  | Comercio al por mayor de flores y plantas |
|           |          |       | 4623  | Comercio al por mayor de animales vivos |
|           |          |       | 4624  | Comercio al por mayor de cueros y pieles |
|           |          | 463   |       | Comercio al por mayor de productos alimenticios, bebidas y tabaco                                                                                             |
|           |          |       | 4631  | Comercio al por mayor de frutas y hortalizas |
|           |          |       | 4632  | Comercio al por mayor de carne y productos cárnicos |
|           |          |       | 4633  | Comercio al por mayor de productos lácteos, huevos, aceites y grasas comestibles                                                                              |
|           |          |       | 4634  | Comercio al por mayor de bebidas |
|           |          |       | 4635  | Comercio al por mayor de productos del tabaco |
|           |          |       | 4636  | Comercio al por mayor de azúcar, chocolate y confitería |
|           |          |       | 4637  | Comercio al por mayor de café, té, cacao y especias |
|           |          |       | 4638  | Comercio al por mayor de pescados y mariscos y otros productos alimenticios                                                                                   |
|           |          |       | 4639  | Comercio al por mayor, no especializado, de productos alimenticios, bebidas y tabaco                                                                          |
|           |          | 464   |       | Comercio al por mayor de artículos de uso doméstico |
|           |          |       | 4641  | Comercio al por mayor de textiles |
|           |          |       | 4642  | Comercio al por mayor de prendas de vestir y calzado |
|           |          |       | 4643  | Comercio al por mayor de aparatos electrodomésticos |
|           |          |       | 4644  | Comercio al por mayor de porcelana, cristalería y artículos de limpieza                                                                                       |
|           |          |       | 4645  | Comercio al por mayor de productos perfumería y cosmética |
|           |          |       | 4646  | Comercio al por mayor de productos farmacéuticos |
|           |          |       | 4647  | Comercio al por mayor de muebles, alfombras y aparatos de iluminación                                                                                         |
|           |          |       | 4648  | Comercio al por mayor de artículos de relojería y joyería |
|           |          |       | 4649  | Comercio al por mayor de otros artículos de uso doméstico |
|           |          | 465   |       | Comercio al por mayor de equipos para las tecnologías de la información y las comunicaciones                                                                  |
|           |          |       | 4651  | Comercio al por mayor de ordenadores, equipos periféricos y programas informáticos                                                                            |
|           |          |       | 4652  | Comercio al por mayor de equipos electrónicos y de telecomunicaciones y sus componentes                                                                       |
|           |          | 466   |       | Comercio al por mayor de otra maquinaria, equipos y suministros                                                                                               |
|           |          |       | 4661  | Comercio al por mayor de maquinaria, equipos y suministros agrícolas                                                                                          |
|           |          |       | 4662  | Comercio al por mayor de máquinas herramienta |
|           |          |       | 4663  | Comercio al por mayor de maquinaria para la minería, la construcción y la ingeniería civil                                                                    |
|           |          |       | 4664  | Comercio al por mayor de maquinaria para la industria textil y de máquinas de coser y tricotar                                                                |
|           |          |       | 4665  | Comercio al por mayor de muebles de oficina |
|           |          |       | 4666  | Comercio al por mayor de otra maquinaria y equipo de oficina                                                                                                  |
|           |          |       | 4669  | Comercio al por mayor de otra maquinaria y equipo |
|           |          | 467   |       | Otro comercio al por mayor especializado |
|           |          |       | 4671  | Comercio al por mayor de combustibles sólidos, líquidos y gaseosos, y productos similares                                                                     |
|           |          |       | 4672  | Comercio al por mayor de metales y minerales metálicos |
|           |          |       | 4673  | Comercio al por mayor de madera, materiales de construcción y aparatos sanitarios                                                                             |
|           |          |       | 4674  | Comercio al por mayor de ferretería, fontanería y calefacción                                                                                                 |
|           |          |       | 4675  | Comercio al por mayor de productos químicos |
|           |          |       | 4676  | Comercio al por mayor de otros productos semielaborados |
|           |          |       | 4677  | Comercio al por mayor de chatarra y productos de desecho |
|           |          | 469   |       | Comercio al por mayor no especializado |
|           |          |       | 4690  | Comercio al por mayor no especializado |
|           | 47       |       |       | Comercio al por menor, excepto de vehículos de motor y motocicletas                                                                                           |
|           |          | 471   |       | Comercio al por menor en establecimientos no especializados                                                                                                   |
|           |          |       | 4711  | Comercio al por menor en establecimientos no especializados, con predominio en productos alimenticios, bebidas y tabaco                                       |
|           |          |       | 4719  | Otro comercio al por menor en establecimientos no especializados                                                                                              |
|           |          | 472   |       | Comercio al por menor de productos alimenticios, bebidas y tabaco en establecimientos especializados                                                          |
|           |          |       | 4721  | Comercio al por menor de frutas y hortalizas en establecimientos especializados                                                                               |
|           |          |       | 4722  | Comercio al por menor de carne y productos cárnicos en establecimientos especializados                                                                        |
|           |          |       | 4723  | Comercio al por menor de pescados y mariscos en establecimientos especializados                                                                               |
|           |          |       | 4724  | Comercio al por menor de pan y productos de panadería, confitería y pastelería en establecimientos especializados                                             |
|           |          |       | 4725  | Comercio al por menor de bebidas en establecimientos especializados                                                                                           |
|           |          |       | 4726  | Comercio al por menor de productos de tabaco en establecimientos especializados                                                                               |
|           |          |       | 4729  | Otro comercio al por menor de productos alimenticios en establecimientos especializados                                                                       |
|           |          | 473   |       | Comercio al por menor de combustible para la automoción en establecimientos especializados                                                                    |
|           |          |       | 4730  | Comercio al por menor de combustible para la automoción en establecimientos especializados                                                                    |
|           |          | 474   |       | Comercio al por menor de equipos para las tecnologías de la información y las comunicaciones en establecimientos especializados                               |
|           |          |       | 4741  | Comercio al por menor de ordenadores, equipos periféricos y programas informáticos en establecimientos especializados                                         |
|           |          |       | 4742  | Comercio al por menor de equipos de telecomunicaciones en establecimientos especializados                                                                     |
|           |          |       | 4743  | Comercio al por menor de equipos de audio y vídeo en establecimientos especializados                                                                          |
|           |          | 475   |       | Comercio al por menor de otros artículos de uso doméstico en establecimientos especializados                                                                  |
|           |          |       | 4751  | Comercio al por menor de textiles en establecimientos especializados                                                                                          |
|           |          |       | 4752  | Comercio al por menor de ferretería, pintura y vidrio en establecimientos especializados                                                                      |
|           |          |       | 4753  | Comercio al por menor de alfombras, moquetas y revestimientos de paredes y suelos en establecimientos especializados                                          |
|           |          |       | 4754  | Comercio al por menor de aparatos electrodomésticos en establecimientos especializados                                                                        |
|           |          |       | 4759  | Comercio al por menor de muebles, aparatos de iluminación y otros artículos de uso doméstico en establecimientos especializados                               |
|           |          | 476   |       | Comercio al por menor de artículos culturales y recreativos en establecimientos especializados                                                                |
|           |          |       | 4761  | Comercio al por menor de libros en establecimientos especializados                                                                                            |
|           |          |       | 4762  | Comercio al por menor de periódicos y artículos de papelería en establecimientos especializados                                                               |
|           |          |       | 4763  | Comercio al por menor de grabaciones de música y vídeo en establecimientos especializados                                                                     |
|           |          |       | 4764  | Comercio al por menor de artículos deportivos en establecimientos especializados                                                                              |
|           |          |       | 4765  | Comercio al por menor de juegos y juguetes en establecimientos especializados                                                                                 |
|           |          | 477   |       | Comercio al por menor de otros artículos en establecimientos especializados                                                                                   |
|           |          |       | 4771  | Comercio al por menor de prendas de vestir en establecimientos especializados                                                                                 |
|           |          |       | 4772  | Comercio al por menor de calzado y artículos de cuero en establecimientos especializados                                                                      |
|           |          |       | 4773  | Comercio al por menor de productos farmacéuticos en establecimientos especializados                                                                           |
|           |          |       | 4774  | Comercio al por menor de artículos médicos y ortopédicos en establecimientos especializados                                                                   |
|           |          |       | 4775  | Comercio al por menor de productos cosméticos e higiénicos en establecimientos especializados                                                                 |
|           |          |       | 4776  | Comercio al por menor de flores, plantas, semillas, fertilizantes, animales de compañía y alimentos para los mismos en establecimientos especializados        |
|           |          |       | 4777  | Comercio al por menor de artículos de relojería y joyería en establecimientos especializados                                                                  |
|           |          |       | 4778  | Otro comercio al por menor de artículos nuevos en establecimientos especializados                                                                             |
|           |          |       | 4779  | Comercio al por menor de artículos de segunda mano en establecimientos                                                                                        |
|           |          | 478   |       | Comercio al por menor en puestos de venta y en mercadillos |
|           |          |       | 4781  | Comercio al por menor de productos alimenticios, bebidas y tabaco en puestos de venta y en mercadillos                                                        |
|           |          |       | 4782  | Comercio al por menor de productos textiles, prendas de vestir y calzado en puestos de venta y en mercadillos                                                 |
|           |          |       | 4789  | Comercio al por menor de otros productos en puestos de venta y en mercadillos                                                                                 |
|           |          | 479   |       | Comercio al por menor no realizado ni en establecimientos, ni en puestos de venta ni en mercadillos                                                           |
|           |          |       | 4791  | Comercio al por menor por correspondencia o Internet |
|           |          |       | 4799  | Otro comercio al por menor no realizado ni en establecimientos, ni en puestos de venta ni en mercadillos                                                      |
| H         |          |       |       | Transporte y almacenamiento |
|           | 49       |       |       | Transporte terrestre y por tubería |
|           |          | 491   |       | Transporte interurbano de pasajeros por ferrocarril |
|           |          |       | 4910  | Transporte interurbano de pasajeros por ferrocarril |
|           |          | 492   |       | Transporte de mercancías por ferrocarril |
|           |          |       | 4920  | Transporte de mercancías por ferrocarril |
|           |          | 493   |       | Otro transporte terrestre de pasajeros |
|           |          |       | 4931  | Transporte terrestre urbano y suburbano de pasajeros |
|           |          |       | 4932  | Transporte por taxi |
|           |          |       | 4939  | Otros tipos de transporte terrestre de pasajeros |
|           |          | 494   |       | Transporte de mercancías por carretera y servicios de mudanza                                                                                                 |
|           |          |       | 4941  | Transporte de mercancías por carretera |
|           |          |       | 4942  | Servicios de mudanza |
|           |          | 495   |       | Transporte por tubería |
|           |          |       | 4950  | Transporte por tubería |
|           | 50       |       |       | Transporte marítimo y por vías navegables interiores |
|           |          | 501   |       | Transporte marítimo de pasajeros |
|           |          |       | 5010  | Transporte marítimo de pasajeros |
|           |          | 502   |       | Transporte marítimo de mercancías |
|           |          |       | 5020  | Transporte marítimo de mercancías |
|           |          | 503   |       | Transporte de pasajeros por vías navegables interiores |
|           |          |       | 5030  | Transporte de pasajeros por vías navegables interiores |
|           |          | 504   |       | Transporte de mercancías por vías navegables interiores |
|           |          |       | 5040  | Transporte de mercancías por vías navegables interiores |
|           | 51       |       |       | Transporte aéreo |
|           |          | 511   |       | Transporte aéreo de pasajeros |
|           |          |       | 5110  | Transporte aéreo de pasajeros |
|           |          | 512   |       | Transporte aéreo de mercancías y transporte espacial |
|           |          |       | 5121  | Transporte aéreo de mercancías |
|           |          |       | 5122  | Transporte espacial |
|           | 52       |       |       | Almacenamiento y actividades anexas al transporte |
|           |          | 521   |       | Depósito y almacenamiento |
|           |          |       | 5210  | Depósito y almacenamiento |
|           |          | 522   |       | Actividades anexas al transporte |
|           |          |       | 5221  | Actividades anexas al transporte terrestre |
|           |          |       | 5222  | Actividades anexas al transporte marítimo y por vías navegables interiores                                                                                    |
|           |          |       | 5223  | Actividades anexas al transporte aéreo |
|           |          |       | 5224  | Manipulación de mercancías |
|           |          |       | 5229  | Otras actividades anexas al transporte |
|           | 53       |       |       | Actividades postales y de correos |
|           |          | 531   |       | Actividades postales sometidas a la obligación del servicio universal                                                                                         |
|           |          |       | 5310  | Actividades postales sometidas a la obligación del servicio universal                                                                                         |
|           |          | 532   |       | Otras actividades postales y de correos |
|           |          |       | 5320  | Otras actividades postales y de correos |
| I         |          |       |       | Hostelería |
|           | 55       |       |       | Servicios de alojamiento |
|           |          | 551   |       | Hoteles y alojamientos similares |
|           |          |       | 5510  | Hoteles y alojamientos similares |
|           |          | 552   |       | Alojamientos turísticos y otros alojamientos de corta estancia                                                                                                |
|           |          |       | 5520  | Alojamientos turísticos y otros alojamientos de corta estancia                                                                                                |
|           |          | 553   |       | Cámpines y aparcamientos para caravanas |
|           |          |       | 5530  | Cámpines y aparcamientos para caravanas |
|           |          | 559   |       | Otros alojamientos |
|           |          |       | 5590  | Otros alojamientos |
|           | 56       |       |       | Servicios de comidas y bebidas |
|           |          | 561   |       | Restaurantes y puestos de comidas |
|           |          |       | 5610  | Restaurantes y puestos de comidas |
|           |          | 562   |       | Provisión de comidas preparadas para eventos y otros servicios de comidas                                                                                     |
|           |          |       | 5621  | Provisión de comidas preparadas para eventos |
|           |          |       | 5629  | Otros servicios de comidas |
|           |          | 563   |       | Establecimientos de bebidas |
|           |          |       | 5630  | Establecimientos de bebidas |
| J         |          |       |       | Información y comunicaciones |
|           | 58       |       |       | Edición |
|           |          | 581   |       | Edición de libros, periódicos y otras actividades editoriales                                                                                                 |
|           |          |       | 5811  | Edición de libros |
|           |          |       | 5812  | Edición de directorios y guías de direcciones postales |
|           |          |       | 5813  | Edición de periódicos |
|           |          |       | 5814  | Edición de revistas |
|           |          |       | 5819  | Otras actividades editoriales |
|           |          | 582   |       | Edición de programas informáticos |
|           |          |       | 5821  | Edición de videojuegos |
|           |          |       | 5829  | Edición de otros programas informáticos |
|           | 59       |       |       | Actividades cinematográficas, de vídeo y de programas de televisión, grabación de sonido y edición musical                                                    |
|           |          | 591   |       | Actividades cinematográficas, de vídeo y de programas de televisión                                                                                           |
|           |          |       | 5912  | Actividades de postproducción cinematográfica, de vídeo y de programas de televisión                                                                          |
|           |          |       | 5914  | Actividades de exhibición cinematográfica |
|           |          |       | 5915  | Actividades de producción cinematográfica y de vídeo |
|           |          |       | 5916  | Actividades de producciones de programas de televisión |
|           |          |       | 5917  | Actividades de distribución cinematográfica y de vídeo |
|           |          |       | 5918  | Actividades de distribución de programas de televisión |
|           |          | 592   |       | Actividades de grabación de sonido y edición musical |
|           |          |       | 5920  | Actividades de grabación de sonido y edición musical |
|           | 60       |       |       | Actividades de programación y emisión de radio y televisión                                                                                                   |
|           |          | 601   |       | Actividades de radiodifusión |
|           |          |       | 6010  | Actividades de radiodifusión |
|           |          | 602   |       | Actividades de programación y emisión de televisión |
|           |          |       | 6020  | Actividades de programación y emisión de televisión |
|           | 61       |       |       | Telecomunicaciones |
|           |          | 611   |       | Telecomunicaciones por cable |
|           |          |       | 6110  | Telecomunicaciones por cable |
|           |          | 612   |       | Telecomunicaciones inalámbricas |
|           |          |       | 6120  | Telecomunicaciones inalámbricas |
|           |          | 613   |       | Telecomunicaciones por satélite |
|           |          |       | 6130  | Telecomunicaciones por satélite |
|           |          | 619   |       | Otras actividades de telecomunicaciones |
|           |          |       | 6190  | Otras actividades de telecomunicaciones |
|           | 62       |       |       | Programación, consultoría y otras actividades relacionadas con la informática                                                                                 |
|           |          | 620   |       | Programación, consultoría y otras actividades relacionadas con la informática                                                                                 |
|           |          |       | 6201  | Actividades de programación informática |
|           |          |       | 6202  | Actividades de consultoría informática |
|           |          |       | 6203  | Gestión de recursos informáticos |
|           |          |       | 6209  | Otros servicios relacionados con las tecnologías de la información y la informática                                                                           |
|           | 63       |       |       | Servicios de información |
|           |          | 631   |       | Proceso de datos, hosting y actividades relacionadas; portales web                                                                                            |
|           |          |       | 6311  | Proceso de datos, hosting y actividades relacionadas |
|           |          |       | 6312  | Portales web |
|           |          | 639   |       | Otros servicios de información |
|           |          |       | 6391  | Actividades de las agencias de noticias |
|           |          |       | 6399  | Otros servicios de información |
| K         |          |       |       | Actividades financieras y de seguros |
|           | 64       |       |       | Servicios financieros, excepto seguros y fondos de pensiones                                                                                                  |
|           |          | 641   |       | Intermediación monetaria |
|           |          |       | 6411  | Banco central |
|           |          |       | 6419  | Otra intermediación monetaria |
|           |          | 642   |       | Actividades de las sociedades holding |
|           |          |       | 6420  | Actividades de las sociedades holding |
|           |          | 643   |       | Inversión colectiva, fondos y entidades financieras similares                                                                                                 |
|           |          |       | 6430  | Inversión colectiva, fondos y entidades financieras similares                                                                                                 |
|           |          | 649   |       | Otros servicios financieros, excepto seguros y fondos de pensiones                                                                                            |
|           |          |       | 6491  | Arrendamiento financiero |
|           |          |       | 6492  | Otras actividades crediticias |
|           |          |       | 6499  | Otros servicios financieros, excepto seguros y fondos de pensiones                                                                                            |
|           | 65       |       |       | Seguros, reaseguros y fondos de pensiones, excepto Seguridad Social obligatoria                                                                               |
|           |          | 651   |       | Seguros |
|           |          |       | 6511  | Seguros de vida |
|           |          |       | 6512  | Seguros distintos de los seguros de vida |
|           |          | 652   |       | Reaseguros |
|           |          |       | 6520  | Reaseguros |
|           |          | 653   |       | Fondos de pensiones |
|           |          |       | 6530  | Fondos de pensiones |
|           | 66       |       |       | Actividades auxiliares a los servicios financieros y a los seguros                                                                                            |
|           |          | 661   |       | Actividades auxiliares a los servicios financieros, excepto seguros y fondos de pensiones                                                                     |
|           |          |       | 6611  | Administración de mercados financieros |
|           |          |       | 6612  | Actividades de intermediación en operaciones con valores y otros activos                                                                                      |
|           |          |       | 6619  | Otras actividades auxiliares a los servicios financieros, excepto seguros y fondos de pensiones                                                               |
|           |          | 662   |       | Actividades auxiliares a seguros y fondos de pensiones |
|           |          |       | 6621  | Evaluación de riesgos y daños |
|           |          |       | 6622  | Actividades de agentes y corredores de seguros |
|           |          |       | 6629  | Otras actividades auxiliares a seguros y fondos de pensiones                                                                                                  |
|           |          | 663   |       | Actividades de gestión de fondos |
|           |          |       | 6630  | Actividades de gestión de fondos |
| L         |          |       |       | Actividades inmobiliarias |
|           | 68       |       |       | Actividades inmobiliarias |
|           |          | 681   |       | Compraventa de bienes inmobiliarios por cuenta propia |
|           |          |       | 6810  | Compraventa de bienes inmobiliarios por cuenta propia |
|           |          | 682   |       | Alquiler de bienes inmobiliarios por cuenta propia |
|           |          |       | 6820  | Alquiler de bienes inmobiliarios por cuenta propia |
|           |          | 683   |       | Actividades inmobiliarias por cuenta de terceros |
|           |          |       | 6831  | Agentes de la propiedad inmobiliaria |
|           |          |       | 6832  | Gestión y administración de la propiedad inmobiliaria |
| M         |          |       |       | Actividades profesionales, científicas y técnicas |
|           | 69       |       |       | Actividades jurídicas y de contabilidad |
|           |          | 691   |       | Actividades jurídicas |
|           |          |       | 6910  | Actividades jurídicas |
|           |          | 692   |       | Actividades de contabilidad, teneduría de libros, auditoría y asesoría fiscal                                                                                 |
|           |          |       | 6920  | Actividades de contabilidad, teneduría de libros, auditoría y asesoría fiscal                                                                                 |
|           | 70       |       |       | Actividades de las sedes centrales; actividades de consultoría de gestión empresarial                                                                         |
|           |          | 701   |       | Actividades de las sedes centrales |
|           |          |       | 7010  | Actividades de las sedes centrales |
|           |          | 702   |       | Actividades de consultoría de gestión empresarial |
|           |          |       | 7021  | Relaciones públicas y comunicación |
|           |          |       | 7022  | Otras actividades de consultoría de gestión empresarial |
|           | 71       |       |       | Servicios técnicos de arquitectura e ingeniería; ensayos y análisis técnicos                                                                                  |
|           |          | 711   |       | Servicios técnicos de arquitectura e ingeniería y otras actividades relacionadas con el asesoramiento técnico                                                 |
|           |          |       | 7111  | Servicios técnicos de arquitectura |
|           |          |       | 7112  | Servicios técnicos de ingeniería y otras actividades relacionadas con el asesoramiento técnico                                                                |
|           |          | 712   |       | Ensayos y análisis técnicos |
|           |          |       | 7120  | Ensayos y análisis técnicos |
|           | 72       |       |       | Investigación y desarrollo |
|           |          | 721   |       | Investigación y desarrollo experimental en ciencias naturales y técnicas                                                                                      |
|           |          |       | 7211  | Investigación y desarrollo experimental en biotecnología |
|           |          |       | 7219  | Otra investigación y desarrollo experimental en ciencias naturales y técnicas                                                                                 |
|           |          | 722   |       | Investigación y desarrollo experimental en ciencias sociales y humanidades                                                                                    |
|           |          |       | 7220  | Investigación y desarrollo experimental en ciencias sociales y humanidades                                                                                    |
|           | 73       |       |       | Publicidad y estudios de mercado |
|           |          | 731   |       | Publicidad |
|           |          |       | 7311  | Agencias de publicidad |
|           |          |       | 7312  | Servicios de representación de medios de comunicación |
|           |          | 732   |       | Estudio de mercado y realización de encuestas de opinión pública                                                                                              |
|           |          |       | 7320  | Estudio de mercado y realización de encuestas de opinión pública                                                                                              |
|           | 74       |       |       | Otras actividades profesionales, científicas y técnicas |
|           |          | 741   |       | Actividades de diseño especializado |
|           |          |       | 7410  | Actividades de diseño especializado |
|           |          | 742   |       | Actividades de fotografía |
|           |          |       | 7420  | Actividades de fotografía |
|           |          | 743   |       | Actividades de traducción e interpretación |
|           |          |       | 7430  | Actividades de traducción e interpretación |
|           |          | 749   |       | Otras actividades profesionales, científicas y técnicas |
|           |          |       | 7490  | Otras actividades profesionales, científicas y técnicas |
|           | 75       |       |       | Actividades veterinarias |
|           |          | 750   |       | Actividades veterinarias |
|           |          |       | 7500  | Actividades veterinarias |
| N         |          |       |       | Actividades administrativas y servicios auxiliares |
|           | 77       |       |       | Actividades de alquiler |
|           |          | 771   |       | Alquiler de vehículos de motor |
|           |          |       | 7711  | Alquiler de automóviles y vehículos de motor ligeros |
|           |          |       | 7712  | Alquiler de camiones |
|           |          | 772   |       | Alquiler de efectos personales y artículos de uso doméstico                                                                                                   |
|           |          |       | 7721  | Alquiler de artículos de ocio y deportivos |
|           |          |       | 7722  | Alquiler de cintas de vídeo y discos |
|           |          |       | 7729  | Alquiler de otros efectos personales y artículos de uso doméstico                                                                                             |
|           |          | 773   |       | Alquiler de otra maquinaria, equipos y bienes tangibles |
|           |          |       | 7731  | Alquiler de maquinaria y equipo de uso agrícola |
|           |          |       | 7732  | Alquiler de maquinaria y equipo para la construcción e ingeniería civil                                                                                       |
|           |          |       | 7733  | Alquiler de maquinaria y equipo de oficina, incluidos ordenadores                                                                                             |
|           |          |       | 7734  | Alquiler de medios de navegación |
|           |          |       | 7735  | Alquiler de medios de transporte aéreo |
|           |          |       | 7739  | Alquiler de otra maquinaria, equipos y bienes tangibles |
|           |          | 774   |       | Arrendamiento de la propiedad intelectual y productos similares, excepto trabajos protegidos por los derechos de autor                                        |
|           |          |       | 7740  | Arrendamiento de la propiedad intelectual y productos similares, excepto trabajos protegidos por los derechos de autor                                        |
|           | 78       |       |       | Actividades relacionadas con el empleo |
|           |          | 781   |       | Actividades de las agencias de colocación |
|           |          |       | 7810  | Actividades de las agencias de colocación |
|           |          | 782   |       | Actividades de las empresas de trabajo temporal |
|           |          |       | 7820  | Actividades de las empresas de trabajo temporal |
|           |          | 783   |       | Otra provisión de recursos humanos |
|           |          |       | 7830  | Otra provisión de recursos humanos |
|           | 79       |       |       | Actividades de agencias de viajes, operadores turísticos, servicios de reservas y actividades relacionadas con los mismos                                     |
|           |          | 791   |       | Actividades de agencias de viajes y operadores turísticos |
|           |          |       | 7911  | Actividades de las agencias de viajes |
|           |          |       | 7912  | Actividades de los operadores turísticos |
|           |          | 799   |       | Otros servicios de reservas y actividades relacionadas con los mismos                                                                                         |
|           |          |       | 7990  | Otros servicios de reservas y actividades relacionadas con los mismos                                                                                         |
|           | 80       |       |       | Actividades de seguridad e investigación |
|           |          | 801   |       | Actividades de seguridad privada |
|           |          |       | 8010  | Actividades de seguridad privada |
|           |          | 802   |       | Servicios de sistemas de seguridad |
|           |          |       | 8020  | Servicios de sistemas de seguridad |
|           |          | 803   |       | Actividades de investigación |
|           |          |       | 8030  | Actividades de investigación |
|           | 81       |       |       | Servicios a edificios y actividades de jardinería |
|           |          | 811   |       | Servicios integrales a edificios e instalaciones |
|           |          |       | 8110  | Servicios integrales a edificios e instalaciones |
|           |          | 812   |       | Actividades de limpieza |
|           |          |       | 8121  | Limpieza general de edificios |
|           |          |       | 8122  | Otras actividades de limpieza industrial y de edificios |
|           |          |       | 8129  | Otras actividades de limpieza |
|           |          | 813   |       | Actividades de jardinería |
|           |          |       | 8130  | Actividades de jardinería |
|           | 82       |       |       | Actividades administrativas de oficina y otras actividades auxiliares a las empresas                                                                          |
|           |          | 821   |       | Actividades administrativas y auxiliares de oficina |
|           |          |       | 8211  | Servicios administrativos combinados |
|           |          |       | 8219  | Actividades de fotocopiado, preparación de documentos y otras actividades especializadas de oficina                                                           |
|           |          | 822   |       | Actividades de los centros de llamadas |
|           |          |       | 8220  | Actividades de los centros de llamadas |
|           |          | 823   |       | Organización de convenciones y ferias de muestras |
|           |          |       | 8230  | Organización de convenciones y ferias de muestras |
|           |          | 829   |       | Actividades de apoyo a las empresas |
|           |          |       | 8291  | Actividades de las agencias de cobros y de información comercial                                                                                              |
|           |          |       | 8292  | Actividades de envasado y empaquetado |
|           |          |       | 8299  | Otras actividades de apoyo a las empresas |
| O         |          |       |       | Administración Pública y defensa; Seguridad Social obligatoria                                                                                                |
|           | 84       |       |       | Administración Pública y defensa; Seguridad Social obligatoria                                                                                                |
|           |          | 841   |       | Administración Pública y de la política económica y social |
|           |          |       | 8411  | Actividades generales de la Administración Pública |
|           |          |       | 8412  | Regulación de las actividades sanitarias, educativas y culturales y otros servicios sociales, excepto Seguridad Social                                        |
|           |          |       | 8413  | Regulación de la actividad económica y contribución a su mayor eficiencia                                                                                     |
|           |          | 842   |       | Prestación de servicios a la comunidad en general |
|           |          |       | 8421  | Asuntos exteriores |
|           |          |       | 8422  | Defensa |
|           |          |       | 8423  | Justicia |
|           |          |       | 8424  | Orden público y seguridad |
|           |          |       | 8425  | Protección civil |
|           |          | 843   |       | Seguridad Social obligatoria |
|           |          |       | 8430  | Seguridad Social obligatoria |
| P         |          |       |       | Educación |
|           | 85       |       |       | Educación |
|           |          | 851   |       | Educación preprimaria |
|           |          |       | 8510  | Educación preprimaria |
|           |          | 852   |       | Educación primaria |
|           |          |       | 8520  | Educación primaria |
|           |          | 853   |       | Educación secundaria |
|           |          |       | 8531  | Educación secundaria general |
|           |          |       | 8532  | Educación secundaria técnica y profesional |
|           |          | 854   |       | Educación postsecundaria |
|           |          |       | 8541  | Educación postsecundaria no terciaria |
|           |          |       | 8543  | Educación universitaria |
|           |          |       | 8544  | Educación terciaria no universitaria |
|           |          | 855   |       | Otra educación |
|           |          |       | 8551  | Educación deportiva y recreativa |
|           |          |       | 8552  | Educación cultural |
|           |          |       | 8553  | Actividades de las escuelas de conducción y pilotaje |
|           |          |       | 8559  | Otra educación |
|           |          | 856   |       | Actividades auxiliares a la educación |
|           |          |       | 8560  | Actividades auxiliares a la educación |
| Q         |          |       |       | Actividades sanitarias y de servicios sociales |
|           | 86       |       |       | Actividades sanitarias |
|           |          | 861   |       | Actividades hospitalarias |
|           |          |       | 8610  | Actividades hospitalarias |
|           |          | 862   |       | Actividades médicas y odontológicas |
|           |          |       | 8621  | Actividades de medicina general |
|           |          |       | 8622  | Actividades de medicina especializada |
|           |          |       | 8623  | Actividades odontológicas |
|           |          | 869   |       | Otras actividades sanitarias |
|           |          |       | 8690  | Otras actividades sanitarias |
|           | 87       |       |       | Asistencia en establecimientos residenciales |
|           |          | 871   |       | Asistencia en establecimientos residenciales con cuidados sanitarios                                                                                          |
|           |          |       | 8710  | Asistencia en establecimientos residenciales con cuidados sanitarios                                                                                          |
|           |          | 872   |       | Asistencia en establecimientos residenciales para personas con discapacidad intelectual, enfermedad mental y drogodependencia                                 |
|           |          |       | 8720  | Asistencia en establecimientos residenciales para personas con discapacidad intelectual, enfermedad mental y drogodependencia                                 |
|           |          | 873   |       | Asistencia en establecimientos residenciales para personas mayores y con discapacidad física                                                                  |
|           |          |       | 8731  | Asistencia en establecimientos residenciales para personas mayores                                                                                            |
|           |          |       | 8732  | Asistencia en establecimientos residenciales para personas con discapacidad física                                                                            |
|           |          | 879   |       | Otras actividades de asistencia en establecimientos residenciales                                                                                             |
|           |          |       | 8790  | Otras actividades de asistencia en establecimientos residenciales                                                                                             |
|           | 88       |       |       | Actividades de servicios sociales sin alojamiento |
|           |          | 881   |       | Actividades de servicios sociales sin alojamiento para personas mayores y con discapacidad                                                                    |
|           |          |       | 8811  | Actividades de servicios sociales sin alojamiento para personas mayores                                                                                       |
|           |          |       | 8812  | Actividades de servicios sociales sin alojamiento para personas con discapacidad                                                                              |
|           |          | 889   |       | Otros actividades de servicios sociales sin alojamiento |
|           |          |       | 8891  | Actividades de cuidado diurno de niños |
|           |          |       | 8899  | Otros actividades de servicios sociales sin alojamiento |
| R         |          |       |       | Actividades artísticas, recreativas y de entretenimiento |
|           | 90       |       |       | Actividades de creación, artísticas y espectáculos |
|           |          | 900   |       | Actividades de creación, artísticas y espectáculos |
|           |          |       | 9001  | Artes escénicas |
|           |          |       | 9002  | Actividades auxiliares a las artes escénicas |
|           |          |       | 9003  | Creación artística y literaria |
|           |          |       | 9004  | Gestión de salas de espectáculos |
|           | 91       |       |       | Actividades de bibliotecas, archivos, museos y otras actividades culturales                                                                                   |
|           |          | 910   |       | Actividades de bibliotecas, archivos, museos y otras actividades culturales                                                                                   |
|           |          |       | 9102  | Actividades de museos |
|           |          |       | 9103  | Gestión de lugares y edificios históricos |
|           |          |       | 9104  | Actividades de los jardines botánicos, parques zoológicos y reservas naturales                                                                                |
|           |          |       | 9105  | Actividades de bibliotecas |
|           |          |       | 9106  | Actividades de archivos |
|           | 92       |       |       | Actividades de juegos de azar y apuestas |
|           |          | 920   |       | Actividades de juegos de azar y apuestas |
|           |          |       | 9200  | Actividades de juegos de azar y apuestas |
|           | 93       |       |       | Actividades deportivas, recreativas y de entretenimiento |
|           |          | 931   |       | Actividades deportivas |
|           |          |       | 9311  | Gestión de instalaciones deportivas |
|           |          |       | 9312  | Actividades de los clubes deportivos |
|           |          |       | 9313  | Actividades de los gimnasios |
|           |          |       | 9319  | Otras actividades deportivas |
|           |          | 932   |       | Actividades recreativas y de entretenimiento |
|           |          |       | 9321  | Actividades de los parques de atracciones y los parques temáticos                                                                                             |
|           |          |       | 9329  | Otras actividades recreativas y de entretenimiento |
| S         |          |       |       | Otros servicios |
|           | 94       |       |       | Actividades asociativas |
|           |          | 941   |       | Actividades de organizaciones empresariales, profesionales y patronales                                                                                       |
|           |          |       | 9411  | Actividades de organizaciones empresariales y patronales |
|           |          |       | 9412  | Actividades de organizaciones profesionales |
|           |          | 942   |       | Actividades sindicales |
|           |          |       | 9420  | Actividades sindicales |
|           |          | 949   |       | Otras actividades asociativas |
|           |          |       | 9491  | Actividades de organizaciones religiosas |
|           |          |       | 9492  | Actividades de organizaciones políticas |
|           |          |       | 9499  | Otras actividades asociativas |
|           | 95       |       |       | Reparación de ordenadores, efectos personales y artículos de uso doméstico                                                                                    |
|           |          | 951   |       | Reparación de ordenadores y equipos de comunicación |
|           |          |       | 9511  | Reparación de ordenadores y equipos periféricos |
|           |          |       | 9512  | Reparación de equipos de comunicación |
|           |          | 952   |       | Reparación de efectos personales y artículos de uso doméstico                                                                                                 |
|           |          |       | 9521  | Reparación de aparatos electrónicos de audio y vídeo de uso doméstico                                                                                         |
|           |          |       | 9522  | Reparación de aparatos electrodomésticos y de equipos para el hogar y el jardín                                                                               |
|           |          |       | 9523  | Reparación de calzado y artículos de cuero |
|           |          |       | 9524  | Reparación de muebles y artículos de menaje |
|           |          |       | 9525  | Reparación de relojes y joyería |
|           |          |       | 9529  | Reparación de otros efectos personales y artículos de uso doméstico                                                                                           |
|           | 96       |       |       | Otros servicios personales |
|           |          | 960   |       | Otros servicios personales |
|           |          |       | 9601  | Lavado y limpieza de prendas textiles y de piel |
|           |          |       | 9602  | Peluquería y otros tratamientos de belleza |
|           |          |       | 9603  | Pompas fúnebres y actividades relacionadas |
|           |          |       | 9604  | Actividades de mantenimiento físico |
|           |          |       | 9609  | Otras servicios personales |
| T         |          |       |       | Actividades de los hogares como empleadores de personal doméstico; actividades de los hogares como productores de bienes y servicios para uso propio          |
|           | 97       |       |       | Actividades de los hogares como empleadores de personal doméstico                                                                                             |
|           |          | 970   |       | Actividades de los hogares como empleadores de personal doméstico                                                                                             |
|           |          |       | 9700  | Actividades de los hogares como empleadores de personal doméstico                                                                                             |
|           | 98       |       |       | Actividades de los hogares como productores de bienes y servicios para uso propio                                                                             |
|           |          | 981   |       | Actividades de los hogares como productores de bienes para uso propio                                                                                         |
|           |          |       | 9810  | Actividades de los hogares como productores de bienes para uso propio                                                                                         |
|           |          | 982   |       | Actividades de los hogares como productores de servicios para uso propio                                                                                      |
|           |          |       | 9820  | Actividades de los hogares como productores de servicios para uso propio                                                                                      |
| U         |          |       |       | Actividades de organizaciones y organismos extraterritoriales                                                                                                 |
|           | 99       |       |       | Actividades de organizaciones y organismos extraterritoriales                                                                                                 |
|           |          | 990   |       | Actividades de organizaciones y organismos extraterritoriales                                                                                                 |
|           |          |       | 9900  | Actividades de organizaciones y organismos extraterritoriales                                                                                                 |

Fuente: INE Archivado el 13 de diciembre de 2009 en Wayback Machine.